# Alphonse Varney
Alphonse Varney (París, França, 1 de desembre de 1811 - 7 de febrer de 1879) fou un compositor i director d'orquestra francès.
Fou deixeble d'Anton Reicha en el Conservatori de París, i el 1835 fou nomenat director d'orquestra a Gant, càrrec que desenvolupà en poblacions diferents, fins al 1846, en què ocupà el mateix destí en el Teatre Històric i posteriorment en el Líric de París. Després abandonà aquesta plaça i tornà a Gant, La Haia, Ruan, per retornar a París, on fou director dels Bouffes-Parisiens, fins que el 1865 passà a ser director del Gran Teatre de Bordeus, ciutat en la qual ostentà després els càrrecs de director i president de la Societat de Santa Cecília, fins al 1878, en què hi renuncià.
Entre les seves obres cal citar: 
- Atala: l'oratori-cantat (1848)
- Le moulin joli: (1849)
- La quittance de minuit: (1852)
- La ferme de Kilmoor: (1852)
- L'opera au camp: (1854)
- La polka des sabots: (1859)
- Une fin de bail: (1862)
- Une leçon d'amour: (1868)

I el cant dels girondins Mourir pour le patrie, que es feu famós i que serví d'himne als combatents del febrer de 1848.
Era pare del també compositor Louis Varney (1844-1908)